# Recensământul Statelor Unite ale Americii din 1840
Recensământul Statelor Unite ale Americii din 1840 (engleză United States Census, 1840, conform originalului The United States Census of 1840) a fost cel de-al șaselea din recensămintele efectuate o dată la zece ani în Statele Unite ale Americii, fiind al șaselea dintr-o serie ce cuprinde azi 23 de calculări ale populației Uniunii.  A fost încheiat la 1 iunie 1840. 
Populația totală determinată a fost de 17.069.453 de locuitori, o creștere de 32.7 % față de cei 12.886.020 de locuitori înregistrați în 1830.  

## Componența Statelor Unite ale Americii în 1830

Animaţie prezentând ordinea intrării statelor în Uniune (1776 - 1959)

În 1840, la data încheierii recensământului, Statele Unite aveau 26 de state, Uniunea fiind constituită din cele 24 state care constituiseră Uniunea în 1830, anul celui de-al cincilea recensământ, la care s-au adăugat două noi entități componente, devenite state ale Statelor Unite în deceniul 1831 - 1840: 
- 25. Arkansas, la 15 iunie 1836
- 26. Michigan, la 26 ianuarie 1837

## Politică
Unul din efectele cele mai notabile ale rezultatului publicat al recensământului din 1840 erau controversa și discuțiile aprinse generate pe seama presupusei creșterii a densităților persoanelor de origine africană (numiți atunci peiorativ, „insane negroes”) pe măsură ce un ipotetic călător s-ar fi deplasat de la sud la nord. Conform acestor speculații densitatea persoanelor de origine africană ar fi atins „proporții catastrofice” în statele nordice ale Uniunii și ale Noii Anglii, Massachusetts și Maine.  Susținătorii sclaviei replicau la acest presupus fapt indicând „efectele benefice ale sclaviei”.  Deși aceste „statistici” au fost ulterior relevate a fi completamente false, nici un fel de corecție formală nu a fost vreodată publicată, în parte și datorită prezenței lui John C. Calhoun în funcția de Secretar de stat până în 1844.  Arhivat în 29 mai 2006, la Wayback Machine.